# يسترداي

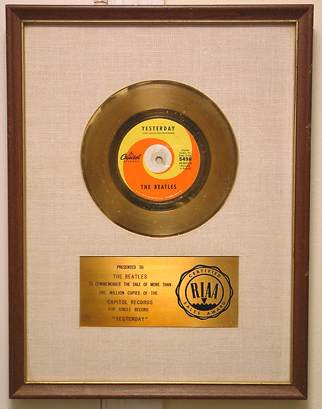

يسترداي أو(بالإنجليزية: yesterday)‏ هي أغنية من أشهر أغاني فرقة البيتلز ألفها بول مكارتني عام 1965، وأخذت صدىً عالمياً كبيراً. ما زالت هذه الأغنية تأخذ مراتب أولى عالمياً حتى اليوم.
و عندما أصدرت شركة «كابيتول» الاسطوانة الغنائية المدمجة "1" لفرقة البيتلز، في نوفمبر عام 2000م، لم تكن تتوقع أن وهج الفرقة ما يزال على حاله منذ ظهورهم في بداية الستينات من القرن الماضي، فقد تخطت مبيعات الألبوم حاجز الثلاثة عشر مليون دولار في شهر واحد فقط، وعاد الحديث مرة أخرى عن فرقة «الغواصة الصفراء» «ونادي الرقيب بيبر للقلوب الوحيدة»، وتأثيرهم الذي يمكن وجود ظلاله في ساحة الغناء الغربي الحديثة حتى اليوم.
في ألبوم "1" رتبت الشركة أبرز أعمال البيتلز تاريخياً، بغض النظر عن المكانة التي احتلتها كل أغنية، لذا لم يكن مستغرباً أن تقبع أغنية «الأمس» في الترتيب الحادي عشر، حسب حضورها في الألبوم الخامس للفرقة «ساعدني!» عام 1965م، لكنها في عالم الواقع تحمل حسابات تختلف كلياً عن ترتيب كابيتول أو حتى ترتيب البيتلزز لها، فقد صنفتها موسوعة جينيس للأرقام القياسية على أنها أكثر أغنية تم تغطيتها على الإطلاق، بمعدل يصل إلى ثلاثة آلاف نسخة، وهي الوحيدة التي ظلت في قائمة العشر الأفضل في المملكة المتحدة لمدة ثلاثة أشهر منذ إطلاقها مع الألبوم، كما تم تصنيفها في راديو البي بي سي عام 1999م، كأفضل أغنية للقرن العشرين.
من الطريف أن هذه الأغنية المتميزة من بين أعمال البيتلز، إلا أنها تعتبر الأولى رسمياً التي لم يتشارك كتابتها جون لينون وبول مكارتني، والوحيدة من بين أعمال البيتلز التي يؤديها مكارتني وحده ترافقه أوتار الجيتار والكمان، منتهجاً أسلوب الحكاية الكئيبة عن انفصال عاطفي تعرض له، وهو ما حدث في الحقيقة مع «جين آشر» التي حلم بها ذات يوم في غرفته بمنزل عائلتها بشارع ويمبول، حيث قفز مباشرة إلى البيانو ليحاول كتابة اللحن قبل أن يضيع في فوضى عقله، على حد تعبير كتاب سيرة البيتلز.
مكارتني كان قلقاً من أن يكون قد قام بسرقة اللحن لا شعورياً من أحد ما سمعه، لذا فقد انتظر وقتاً حتى يتأكد من خطأ هذا القلق، وأثناء وقت تأكده كان يكتب الكلمات، وكما كان معروفاً عنه وجون لينونفي ذلك الوقت، كتابتهم كلمات تستبدل في حال ملائمتها أكثر من غيرها، اشتهرت بعنوان «البيض المخفوق». إلا أن الأمور سارت كما يتمنى مكارتني، واستطاع أن يطمئن أخيراً وهو يكتب على اللحن «حسناً إنه لي»، لكن الحال لم يكن كذلك بالنسبة لكلمات «البيض المخفوق»، التي ظلت تأتي وتذهب في معظم جلسات التسجيل للفرقة طوال عام 1964م، حتى كانت رحلتهم إلى البرتغال في شهر مايو من نفس العام، ليلعن مكارتني بعد استيقاظه أنه أنهى الكلمات واستطاع أن يضع لها عنواناً ملائماً وهو «بالأمس» ليضع حداً لعنوان «البيض المخفوق» الذي أصبح مع طول الوقت نكتة يضج بها الاستديو كلما طرحها لينون أو مكارتني.
الكلام عن شهرة الأغنية أو عدد الجوائز التي حصلت عليها طويل للغاية، لكن يكفي أن تقرأ بساطة الكلمات أو اللحن ليدرك المرء ما يمكن أن تحققه البساطة، وهو أمر ليس حكراً على الأمس فقط.
| كلمات الأغنية |
| --- |
| الأمس كل مشاكلي تبدو بعيدة للغاية والآن تبدو وكأنها هنا لتبقى أوه، كم أؤمن بالأمس فجأة أنا لست نصف الرجل الذي كنته هناك ظل يخيم فوقي أوه، لقد مر الأمس فجأة لماذا كان يجب عليها أن ترحل؟ لست أدري لم تقل شيئاً أنا أقول أن هناك شيئاً خاطئاً الآن أنا أشتاق للأمس الأمس الحب كان لعبة سهلة للعب والآن أبحث عن مكان لأختبئ فيه أوه، كم أؤمن بالأمس |

المصدر
http://www.alriyadh.com/2008/02/01/article313999.html